# 郑绍建
郑绍建，浙江大学教授，主要从事植物学方面的研究工作。入选中华人民共和国教育部2009年度"长江学者"特聘教授。曾就读于南京农业大学土壤农业化学系、在冈山大学资源生物科学研究所和日本国立九州农业试验场从事博士后研究。